# Araeopteron vilhelmina
Araeopteron vilhelmina là một loài bướm đêm trong họ Erebidae.